# Брокард (Долина Аосте)
Брокард је насеље у Италији у округу Долина Аосте, региону Долина Аосте.
Према процени из 2011. у насељу је живело 58 становника. Насеље се налази на надморској висини од 385 м.